# Kinski Rozdorî, Polohî
Kinski Rozdorî (în ucraineană Кінські Роздори) este localitatea de reședință a comunei Kinski Rozdorî din raionul Polohî, regiunea Zaporijjea, Ucraina. În secolul al XIX-lea, satul făcea parte din volostul Kinski Rozdorî, uezdul Oleksandrivsk.

## Demografie
Componența lingvistică a localității Kinski Rozdorî
     Ucraineană (97,24%)
     Rusă (2,35%)
     Alte limbi (0,19%)
Conform recensământului din 2001, majoritatea populației localității Kinski Rozdorî era vorbitoare de ucraineană (97,24%), existând în minoritate și vorbitori de rusă (2,35%).